# Rahjan saaristo
Rahjan saaristo este o arie protejată (arie specială de conservare — SAC, sit de importanță comunitară — SCI, arie de protecție specială avifaunistică — SPA) din Finlanda întinsă pe o suprafață de 8.381 ha, integral pe uscat.

## Localizare
Centrul sitului Rahjan saaristo este situat la coordonatele 64°11′15″N 23°36′48″E / 64.1875°N 23.6133°E.

## Înființare
Situl Rahjan saaristo a fost declarat sit de importanță comunitară în august 1998 pentru a proteja 2 specii de plante și 37 de specii de animale. Alte tipuri de protecție:
- arie de protecție specială avifaunistică (în august 1998)[2]
- arie specială de conservare (în aprilie 2015)[1][3][4]

## Biodiversitate
Situată în ecoregiunea boreală, aria protejată conține 21 de habitate naturale: Vegetație perenă pe țărmurile stâncoase, Insulițe și insule mici din Baltica boreală, Estuare, Lagune de coastă, Golfuri mici largi și golfuri puțin adânci, Recifuri, Faleze cu vegetație de pe coastele atlantice și baltice, Pășuni de coastă din Baltica boreală, Râuri naturale fino-scandinave, Cursuri de apă de la nivel de câmpie la nivel montan, cu vegetație Ranunculion fluitantis și Callitricho-Batrachion, Pajiști uscate europene, Pajiști fino-scandinave uscate până la mezice, bogate în specii de altitudine mică, Liziere de ierburi înalte hidrofile de câmpie și de nivel montan până la alpin, Pajiști aluvionare boreale nordice, Mlaștini turboase de tranziție și turbării mișcătoare, Taiga vestică, Păduri naturale în etape succesive primare ale suprafețelor emergente de coastă, Păduri fino-scandinave bogate în ierburi cu Picea abies, Pășuni din zone de pădure fino-scandinave, Păduri caducifoliate de mlaștină fino-scandinave, Mlaștini împădurite.
La baza desemnării sitului se află mai multe specii protejate:
- plante (2): Hippuris tetraphylla, Primula nutans
- păsări (33): alca (Alca torda), rață sulițar (Anas acuta), pietruș (Arenaria interpres), rața moțată (Aythya fuligula), Aythya marila, cocoșul de mesteacăn (Bonasa bonasia), Branta leucopsis, Calidris alpina schinzii, bătăuș (Calidris pugnax), Cepphus grylle, lebădă de iarnă (Cygnus cygnus), ciocănitoare neagră (Dryocopus martius), vânturel roșu (Falco tinnunculus), cocor (Grus grus), Hydrocoloeus minutus, Larus fuscus fuscus, pescăruș râzător (Larus ridibundus), Lyrurus tetrix tetrix, rață catifelată (Melanitta fusca), pietrar sur (Oenanthe oenanthe), viespar (Pernis apivorus), pitulice verzuie (Phylloscopus trochiloides), ciocănitoare de munte (Picoides tridactylus), corcodel-urechiat (Podiceps auritus), corcodel-cu-gât-roșu (Podiceps grisegena), eider (Somateria mollissima), Spatula clypeata, rață cârâitoare (Spatula querquedula), chiră de baltă (Sterna hirundo), Sterna paradisaea,  cocoș de munte (Tetrao urogallus), fluierar de mlaștină (Tringa glareola), fluierarul cu picioare roșii (Tringa totanus)
- mamifere (4): Halichoerus grypus, vidră de râu (Lutra lutra), veveriță zburătoare siberiană (Pteromys volans), Pusa hispida botnica

Pe lângă speciile protejate, pe teritoriul sitului au mai fost identificate 33 de specii de plante, 10 specii de păsări, 1 specie de mamifere, 5 specii de pești.